# 辻健介
辻 健介（つじ けんすけ、1859年7月14日（安政6年6月15日） - 1918年（大正7年）7月31日）は、日本の男爵、貴族院議員。位階および勲等は従三位・勲三等旭日章。

## 経歴
現在の広島県生まれ。辻維岳の二男。慶應義塾に入学し洋学を修める。
1894年（明治27年）家督を相続する。日露戦争の功により勲等を受ける。1897年（明治30年）7月10日、貴族院男爵議員に就任し、1918年7月9日まで在任した。

## 栄典
- 1918年（大正7年）7月31日 - 従三位[3]